# Osakaïta
L'osakaïta (en japonès: 大阪石) és un mineral de la classe dels sulfats. Cristal·litza en el sistema triclínic i la seva fórmula és: Zn₄(SO₄)(OH)₆·5H₂O. Va ser descoberta l'any 2006 a la seva localitat tipus: mina Hirao, Onsen-cho, Minoo, Prefectura d'Osaka, Regió de Kinki, Illa de Honshu, Japó. Va ser anomenada així per la seva localitat tipus; nom derivat d'Osaka. Es forma en zones d'oxidació hidrotermal en vetes que tallen pissarres del Juràssic en mines de zinc abandonades (és l'ambient de formació de la localitat tipus).
Segons la classificació de Nickel-Strunz, l'osakaïta pertany a «07.DE: Sulfats (selenats, etc.) amb anions addicionals, amb H₂O, amb cations de mida mitjana només; sense classificar» juntament amb els següents minerals: mangazeïta, carbonatocianotriquita, cianotriquita, schwertmannita, tlalocita, utahita, coquandita, wilcoxita, stanleyita, mcalpineïta, hidrobasaluminita, volaschioita, zaherita, lautenthalita i camerolaïta.